# Lív esetrendszer
A lív nyelv esetrendszere sokban hasonlít más balti-finn nyelvek esetrendszeréhez szerkezetét illetően, megtalálunk benne sok, a közfinn alapnyelvre visszavezetett esetragot, bár ezek közül nem mindegyik tekinthető produktívnak. A finnugor nyelvekre jellemző irányhármasság a lívben is megfigyelhető, de a finnségi nyelvekre jellemző belső és külső helyhatározói rendszer alapvetően visszafejlődött. Az közfinn alapnyelvi esetragok alakjaihoz képest a lívben ‑ más déli finnségi nyelvekhez hasonlóan ‑ jellemző a redukálódás (elsősorban a magánhangzók teintetében) és (főleg a többes számú alakoknál) bizonyos hangok palatalizálódása. A hagyomány úgy tartja, hogy a balti-finn nyelvek közül a lívben maradt meg a legkevesebb eset (az esetek száma pontosan nem meghatározható), illetve a lív esetrendszere vette fel a legtöbb, a flektáló nyelvekre jellemző vonást (a többes számú alakokban a többes szám jele és az esetrag nem különíthető el egymástól, valamint számos alapnyelvi szóban belső flexió is megfigyelhető).

## Az esetek jelentés szerint
Az eseteket többféleképpen csoportosíthatjuk, a leggyakoribb csoportosítási elvek a jelentés, a produktivitás és az eredet, a lív esetragok eredetével lejjebb foglalkozunk.
A nominatívuszt, genitívuszt, akkuzatívuszt és partitívuszt (és gyakran a datívuszt is) hagyományosan grammatikai esetknek nevezik, mivel elsősorban konvencionális szabályok rögzítik a használatukat, alkalmazásuk az egyes nyelvekben akár nagy mértékben el is térhet, gyakran kikövetkeztethetetlen és felülírja a jelentést. A lívben ezek az esetek produktívak attól függetlenül, hogy az egyes esetragok alakilag egybe eshetnek.
Az úgynevezett határozóragok használata általában jobban kötődik a rag jelentéséhez, a határozóragok jellemzően eredetileg helyhatározóragok, amelyek gyakran megtartják ezen funkciójukat, de további jelentéseket is felvehetnek, a legkönnyebb átmenet a hely > idő metafora mentén történik, ugyanakkor a helyhatározóragok átalakulhatnak állapot- vagy módhatározóvá. A lívre is jellemző a finnugor nyelvek irányhármassága, ugyanakkor a közfinnben kialakuló belső (illatívusz – inesszívusz – elatívusz) és külső (allatívusz – adesszívusz – ablatívusz) helyhatározói esetek közül ma már csak a belsők produktívak.
A ragok harmadik csoportja speciális eseteket foglal magába, ezek jelentése általában teljesen egyértelmű, de éppen ezért ezek között találjuk a leggyakrabban az eltűnő, passzívvá váló esetragokat. A lívben ide tartozik a transzlatívusz, insztrumentálisz, instruktívusz és az abesszívusz. Ezek közül az instruktívusz ma már nem produktív, az abesszívusz pedig kétséges.

### Nominatívusz
A finnugor nyelvekhez hasonlóan a lívben sem jelölt az alanyeset, ugyanakkor a nominatívusz alakilag egybeesik egyes számban az akkuzatívusszal, és azoknál a szavaknál, amelyekben nem történik tőhangváltás, a genitívusszal is.

### Genitívusz
A genitívusz avagy birtokos eset különleges a ragok között, mivel nem közvetlenül a szó mondatban betöltött szerepét fejezi ki, hanem a mondatban lévő két szó kapcsolatát, ennek eredményeként nem is alaptagon (birtok), hanem a bővítményen (birtokos) található. A genitívusz kifejezhet birtoklást, rész-egész viszonyt, pontosítást, azonosítást és sok más kapcsolatot is.
A genitívuszrag a lívben lekopott, viszont a nem egyalakú töveknél az alanyesetű és a birtokos esetű alakok különbözhetnek. A többtövű nem hangváltakoztató szavak némelyikében a rövidebb vagy a hosszabb tő jelenik meg a genitívusz előtt. A rendhagyók esetében pedig előfordulhatnak magánhangzó- és mássalhangzó-váltakozások, ezeknél a hangváltozás nem foglalható szabályba. Néhány példa:
| többtövű nem hangváltakoztató szavak: - mõtkõz ’ötlet, gondolat’ > mõtkõ - umārz ’alma’ > umār - kīndaji ’földműves’ > kīndajiz | rendhagyó alakok: - tēḑ ’csillag’ > tǟd - vȯņ ’szerencse’ > vȯn - lēḑ ’lap’ > līed |

### Akkuzatívusz
A balti finn nyelvek mindegyikében az egyes számú akkuzatívusz a genitívusszal, a többes számú akkuzatívusz pedig a nominatívusszal esik egybe, ennek eredményeként a balti finn nyelvek nyelvtanaiban általában nem különböztetnek meg akkuzatívuszt. Holott az akkuzatívusz minden kétséget kizáróan létező eset az alaki egybeesés ellenére. Az akkuzatívusz ugyanis a nominatív nyelvek azon esete, amely megnevezi azt a dolgot vagy személyt, amire/akire a tranzitív igében kifejezett cselekvés irányul. (Az akkuzatívusz nem kötelezően jelölt, csak abban az esetben, ha a tranzitív ige nominatívuszban kifejezett cselekvője is az.)

### Partitívusz
A közfinn *-ta/-tä partitívuszrag a legtöbb balti-finn nyelvben nagy változásokon ment keresztül. A finnben -ta/-tä alak csak az egy szótagú hosszú magánhangzóra vagy diftongusra végződő tövekhez járul, más esetekben a t egy δ réshangon keresztül elnémult. Pl.: maa ’föld’ > maata; talo ’ház’ > taloa; puhelin ’telefon’ > puhelinta.
A lívben sok alakváltozata él: -õ, -Cõ, -dõ, -da, -tõ, -tā, -t, -ø; azaz a rag t hangja d-vé változhatott, ugyanakkor bármilyen mássalhangzóvá is hasonulhatott, de el is tűnhetett. A magánhangzó lehet a vagy ā hang, vagy redukálódhatott is õ-vé, de el is tűnhetett. Bizonyos alakokban a rag akár alaktalan is lehet. Az alakok közül a -da, -tõ és a -tā csak rendhagyó alakokban fordul elő. A nem rendhagyó szavakra jellemző kapcsolódási szabályokat a következő táblázat foglalja össze.
| -dõ | - Az egytövű egy szótagú hosszú magánhangzóra vagy hosszú elemet tartalmazó diftongusra végződő szavaknál, pl.: mō ’föld’ > mōdõ; sūo ’mocsár’ > sūodõ. |
| -Cõ | - A partitívuszrag mássalhangzója hasonult az előtte álló mássalhangzóval: - az egytövű egy szótagú mássalhangzóra végződő és rövid magánhangzót tartalmazó szavaknál, pl.: kiv ’kő’ > kivvõ; - az egytövő, több szótagos -a/-ā-ra végződő szavaknál, ahol a partitívuszban eltűnik, a tővégi magánhangzó és a mássalhangzóra végződő tő ugyanúgy viselkedik, mint az előző pont szavai, pl.: kalā ’hal’ > kal- > kallõ.                                                                                              |
| -õ  | - Egytövű egy szótagú szavaknál, amelyek: - mássalhangzóra vagy mássalhangzó-kapcsolatra végződnek és hosszú magánhangzó vagy diftongus található bennük, pl.: kōj ’kanál’ > kōjõ; jūod ’bíróság’ > jūodõ; okš ’medve’ > okšõ; - amelyek olyan diftongusra végződnek, amelynek mind a két eleme rövid, pl.: mai ’május’ > maiõ. - Egytövű több szótagos szavaknál, amelyek mássalhangzóra vagy mássalhangzó-kapcsolatra végződnek, pl.: biļet ’jegy’ > biļetõ; kultūr ’kultúra’ > kultūrõ; āigast ’asztal’ > āigastõ. |
| -t  | - Azokban a szavakban, amelyek utolsó szótagjában õ található, pl.: pagrõb ’pince’ > pagrõbt. - Az -õz és -Cz végű szavaknál, pl.: mõtkõz ’ötlet’ > mõtkõzt; umārz ’alma’ > umārzt. - Az -i végű szavaknál, ahol a tő a ragozásban z-vel bővül, pl.: kīndaji ’földműves’ > kīndajizt; perri ’vég’ > perrīzt. |
| -ø  | - Jelöletlen a partitívusz az egytövű több szótagú, magánhangzóra végződő szavaknál, pl.: radio ’rádió’ > radio; outō ’autó’ > outō. |

A partitívusz egy, a finnségi nyelvekre jellemző eset, amely határozatlanságot és részlegességet fejez ki több mondatrész esetében is. A finnugor alapnyelv ablatívuszragjából alakult ki, a távolodás jelentésből jött létre a partitívuszi (egy halmaz egy vagy több kiemelt eleme) és a részlegesség jelentés. A finnségi nyelvekben a partitívusz elsősorban a részleges és határozatlan tárgyat jelöli, de kifejezhet részleges alanyt, a melléknévi állítmány is paritívuszban áll tagadó mondatokban, a finnben pedig a melléknévi állítmány minden esetben. Partitívuszban állnak a szavak számnevek után. A mondatrészek esetkiosztásai eltéréseket mutatnak a leánynyelvekben, a lív esetkiosztás inkább az észtre, mintsem a finnre hasonlít. A nominatívusz, az akkuzatívusz és a partitívusz esetkiosztási gyakorlata lentebb olvasható.

### Datívusz(‑lokatívusz‑esszívusz)
A közfinn *-n’ alakú datívusza a finnugor alapnyelv *-n latívuszragjából alakult ki. A rag később depalatalizálódott, aminek eredményeként a legtöbb finnségi nyelvben alaki egybeesés alakult ki a genitívusszal és az akkuzatívusszal, és csak néhány kifejezésben és szerkezetben lehet kimutatni, pl.: fi. Jumalan kiitos ’Istennek hála’; fi. minun täytyy mennä ’mennem kell’. A homonímia kiküszöbölésére a datívusz funkcióját az allatívusz, adesszívusz vagy az ablatívusz vette át. A lívben azért maradhatott meg, mert a genitívusz -n ragja lekopott, és így megszűnt az alaki egyezés. A datívusz megmaradását a lett is erősíthette, ugyanis a lettben a legtöbb datívuszi végződés tartalmaz egy -m elemet. A funkció és a forma egyezése és különbsége megfigyelhető, ha összevetjük a finn, az észt, a lív és a lett birtoklást kifejező szerkezetet.
|       | ’Van egy halam.’                     |       | ’Van egy halam.’               |
| ----- | ------------------------------------ | ----- | ------------------------------ |
| finn: | Minulla on kala. Adess. + létige + N | lív:  | Minnõn um kalā. D + létige + N |
| észt: | Minul on kala. Adess. + létige + N   | lett: | Man ir zivs. D + létige + N    |

A datívusznak három alakja van: -n, -õn, -Cõn.
- Az -n forma fordul elő, ha a tő magánhangzóra végződik, pl.: mō ’föld’ > mōn;
- az -õn forma pedig, ha mássalhangzóra, pl.: kōj ’kanál’ > kōjõn.
- A datívuszrag megnyújtja a tővégi mássalhangzót az egytövű, egy szótagos mássalhangzóra végződő rövid magánhangzós szavaknál, pl.: kiv ’kő’ > kivvõn;
- de az ugyanilyen szerkezetű rendhagyó szavaknál is, pl.: lum ’hó’ > lummõn.
- Kivételt jelentenek az olyan egy szótagos, diftongusra végződő szavak, amelyekben mindkét tag rövid, ezekben szabálytalanul -õn jelenik meg a diftongus után, pl.: mai ’május’ > maiõn.

Kettunen a datívuszt datívusz-lokatívusznak nevezi, de kitér arra is, hogy ennek az esetnek esszívuszi funkciói is vannak, amely azonban ma már semmiképpen sem nevezhető produktívnak. Az esszívuszi eset példájára olyan kifejezéseket hoz, mint:
- Siedā ma kūliz lapsõn vȯlts. ’Ezt gyerekként hallottam. tkp. gyerekként voltomban’
- Sinnõn um jõvā lapsõn vȯlmist. ’Jó gyereknek kell lenned. tkp. gyerekként voltaidban.’
- Minnõn um paŗīm tīeran kuodāj lǟdõ. ’Jobb nekem egészségesen hazamenni.’

A lokatívuszi funkció is csak rögzült alakokban lelhető fel, elsősorban határozószókban és névutókban, mint például: kougõn ’messze, a messzeségben, távol’, tagān ’mögött; hátul; (valamit) követően; el(felé)’.
- Továbbá a -pēḑi utótagú/képzős határozószók, amelyekben irányt fejez ki -pēḑõn ’felé’ jelentésben, pl.: alāz|pēḑõn ’lefelé’, dagārž|pēḑõn ’visszafelé’, ilz|pēḑõn ’felfelé’, jeddõ|pēḑõn ’tovább, előrefelé’, kōgaz|pēḑõn ’tovább, messzebb’, kubbõ|pēḑõn ’összefelé’, pierrõ|pēḑõn ’később’.
- Szintén ez a forma található a -pǟva ’nap’ jelentésű utótagot tartalmazó határozószók, -pǟvan formában, pl.: ežžõm|pǟvan ’hétfőn’, tūoizna|pǟvan ’kedden’, ändiz|pǟvan ’tegnapelőtt’. Feltehetően analógiásan átkerül az eltérő szerkezetű brēḑig ’péntek’ jelentésű szóra is: brēḑõn ’pénteken’.

### Transzlatívusz és insztrumentálisz(‑komitatívusz)
Kettunen szótárának bevezetőjében transzlatívuszi-komitatívuszi esetről beszél. A két eset ragjai ugyan egybeesnek, de mégis jól elkülöníthetők egymástól mind történetileg, mind funkcionálisan, ami miatt érdemes két különálló esetről beszélni. A translatívusz *-kse alakja az uráli eredetű *-k latívuszragra és a finn-volgai *-s latívuszragra vezethető vissza, a kezdeti *-kse alak végén az -e szabályosan -i-vé vált, a finnben ez a -ksi alak őrződött meg a rag alakjában (bár névutókban a -kse is megvan, pl.: taakse ’mögé’), az észtben és a lívben lekopott a véghangzó: -ks. A transzlatívusz valamivé válás fejez ki, a mondatban leggyakrabban állapot- és/vagy eredményhatározó, pl.: lív Ta sai pidātõb mīekõks. ’Ő gazdag ember(ré) lett.’
A komitatívusz a cselekvő társát nevezi meg, ezért hívják szociatívusznak is, magyarul pedig társhatározói esetnek. A finnugor és indoeurópai nyelvek többségében a társhatározó és az eszközhatározó azonos módon van kifejezve, ez utóbbit insztumentálisznak is hívják.
- Īldža sīetõb siggõ jovdkõks. ’Ilze liszttel eteti a disznót.’
- Ta amtlõb vāldiž sūkõks. ’Nyitott szájjal ásít.’
- Ma īedõb sinnõn leibõ veisõks. ’Vágok neked kenyeret a késsel.’

A finn komitatívuszi -n az esszívuszra vezethető vissza, az észtben és lívben nem maradt meg. Az észtben egy névutóból keletkezett -ga rag látja el ma ezt a funkciót. A lívben szintén névutói eredetű a komitatívuszrag. A *kaas ’együtt’ jelentésű névutóban (észtben: koos) a szóhoz kapcsolódva a magánhangzó először megrövidült, majd õ-vé vált: *kaas > *-kas > *-kõs > -ks. Az így létrejövő rag azonos alakú lett a transzlatívsz ragjával, a két rag különböző alakokban él: -kõks/-õks/-ks.
A két rag minden esetben azonos alakú, és három alternatív formában jelenhetnek meg: -ks, -õks, -kõks és -Cõks. Az egy szótagú szavaknál az -õks és a -kõks alakok fordulnak elő, az -õks a mássalhangzóra végződő töveknél, a -kõks a magánhangzóra végződőknél. A több szótagú szavaknál a -ks és az -õks váltják egymást, a -ks a magánhangzóra végződőknél, az -õks pedig a mássalhangzóra végződőknél. Pl.: mō ’föld’ > mōkõks; kōj ’kanál’ > kōjõks; radio ’rádió’ > radioks; kultūr ’kultúra’ > kultūrõks.
Ez alól ismét csak azok az egy szótagos diftongusra végződő szavak a kivételek, amelyekben mindkét elem rövid, pl.: mai ’május’ > maiõks.
A -Cõks azokban a szavakban fordul elő, amelyek történetileg hosszú mássalhangzóra végződtek, de a nominatívuszban ez a hosszú hang megrövidült. Ezekben az insztrumentálisz rag előtt ez a hosszú hang szerepel, pl.: bril ’szemüveg’ (vö. észt prill, lett brilles) > brillõks.

### Illatívusz
A balti finn nyelvek irányhármassága külső és belső helyhatározó esetekké differenciálódott, az *-lA helynévképzőt tartalmazók az ún. külső, az *-s latívuszragot tartalmazók az ún. belső határozóragok. Példa a finn nyelvből:
| lipastoon ’komódba’ | lipastossa ’komódban’ | lipastosta ’komódból’ |
| lipastole ’komódra’ | lipastolla ’komódon’  | lipastolta ’komódról’ |

### Inesszívusz
Az inesszívusz az a belső helyhatározórag, amely a hol?, tulajdonképpen a miben? kérdésre fele, magyarra a -ban/-ben raggal fordíthatjuk.
Az inesszívusz ragja a FV. *-s latívuszrag és PFU *-na/-nä lokatívusz összeolvadásából keletkezett, a *-sna/-snä alakban a közfinnre hasonult a két mássalhangzó, és létrejött a -ssa/-ssä, amely megegyezik a mai finn alakkal. Az észtben a toldalékvégi magánhangzók eltűnése után a hosszú ss megrövidült, a mai alak: -s.
A lívben öt allomorfja van ma az inesszívusznak: -s, -š, -sõ, -šõ, -õs. A -sõ és a -šõ az egy szótagos szavakban, a -s és a -š a több szótagos szavakban jelenik meg. Az -s-es elem a nem palatális hangokat, az -š-es elem a palatális hangokat követi, pl.: kiv ’kő’ > kivsõ 'kőben'; piņ ’kutya’ > piņšõ 'kutyában'; kultūr ’kultúra’ > kultūrs 'kultúrában'; tarīļ ’tányér’ > tarīļš 'tányérban'.
Az -õs forma akkor fordul elő, ha a szó olyan hangkapcsolatra végződik, amely miatt a kötőhangzó nélküli rag nem, vagy nehezen ejthető ki, a legjellemzőbb ilyen hangkapcsolatok a következők: -st, -št, -ks, -kš, -st, -ps, -pš.
Szintén -õs forma áll a szabályos, de különleges ragozású szavak esetében: -õn, -õr, -õl, -õCC, -õz, -Cz és az -i végű több szótagos szavakkal.

### Elatívusz
Az elatívusz a belső helyhatározóragok egyike, amely a honnan?, pontosabban a miből? kérdésre válaszol, ennek megfelelően a magyar -ból/-ből raggal azonostíthatjuk.
Az közfinn *-sta/-stä elatívuszragja a FV. *-s latívuszragból és a PFU *-ta/-tä ablatívuszragból jött létre. A finnben a -sta/-stä alak őrződött meg, az észtben a magánhangzó lekopott. A lívben a ragnak olyan alternánsai vannak, mint az inesszívusznak: -st, -št, -stõ, -štõ, -õst. Ezek megoszlása megegyezik az ott tárgyaltakkal.

### Allatívusz, adesszívusz és ablatívusz
A lívben a külső helyhatározóragok visszafejlődtek, már csak a mō ’föld’ szó ragozásában és az irányhármasságot mutató névutókban őrződtek meg. A mō szó utótagként számtalan ország- és földrajzi névben megtalálható, pl.: Ēsti|mō ’Észtország, Leț|mō ’Lettország’, Līvõmō ’Livónia, Lívföld’. A redukció eredménye, hogy az allatívusznak, adesszívusznak és az ablatívusznak nincs többes számú alakja.
|                    |    | Illat: -zõ | Iness: -sõ | Ellat: -stõ | Allat: -lõ | Adess: -l | Abl: -ld |
| ------------------ | -- | ---------- | ---------- | ----------- | ---------- | --------- | -------- |
| mō ’föld’          | Sg | mōzõ       | mōsõ       | mōstõ       | mōlõ       | mōl       | mōld     |
| mō ’föld’          | Pl | mōži       | mōši       | mōšti       | –          | –         | –        |
| Lețmō ’Lettország’ | Sg | Lețmōzõ    | Lețmōsõ    | Lețmōstõ    | Lețmōlõ    | Lețmōl    | Lețmōld  |
| Lețmō ’Lettország’ | Pl | –          | –          | –           | –          | –         | –        |

A külső helyhatározói eseteket a földrajzi nevekhez használják.
- Kōpmīed rōstizt saggõld kǟdõ Līvõmōl. ’A kereskedők gyakran tettek látogatást Livóniában.’
- Ta lekš Sōrmōlõ gūogõd tagān. ’Elment Saaremaa-ba libáért.’
- Mōlõ vel lum katāb mōdõ. ’Vidéken még hó fedi a földeket.’

A belső helyhatározóragokat a földdel kapcsolatban használják.
- Mäd mōsõ um pǟgiņ mõtšti. ’A földünkön sok az erdő’
- Lāmbaz lozūb mōsõ. ’A juh a földön fekszik.’
- Võtāb naggiri mōstõ ilzõ. ’A krumplit betakarítják a földekről.’
- Pițki rabūb mōzõ. ’A villám becsapott a földbe.’

A következő névutók tartalmazzák a külső helyhatározói ragokat. A névutók végződései nem mindig következetesek, a külső és a belső határozórendszer elemei olykor keverednek. Néhány névutón pedig mind a hat végződés megtalálható. (Zárójelben a jelentéstanilag odaillő, de alakilag belső helyhatározóragokat viselő névutók szerepelnek.)
| allatívusz: -lõ                | adesszívusz: -l       | ablatívusz: -ld          |
| ------------------------------ | --------------------- | ------------------------ |
| allõ ’alá’                     | alā ’alatt’           | (aldõst) ’alól’          |
| (azmõ) ’helyére’               | azmõl ’helyett’       | –                        |
| kuorrõl ’mellé’                | kūoral ’mellett’      | kūorald ’mellől’         |
| ležgõlõ ’közelébe’             | ležgõl ’közelében’    | ležgõld ’közeléből’      |
| pǟlõ ’-hoz/-hez/-höz, után(a)’ | pǟl ’-nál/-nél, után’ | pǟldõ ’-tól/-től’        |
| pūolõ ’felé’                   | pūol ’-nál/-nél’      | pūold ’felől’            |
| sidāmõs ’közepére’             | sidāmõl ’közepén’     | sidāmõld ’közepétől’     |
| sizzõl ’belsejébe’             | sizāl ’belsejében’    | (sizāldõst) ’belsejéből’ |
| (tagānõz) ’mögé’               | (tagān) ’mögött’      | tagānd ’mögül’           |
| vailõ ’közé’                   | vail ’között’         | vaild ’közül’            |

### Instruktívusz
Az instruktívusz a genitívuszból alakult ki a finn-volgai korban. Azokban a nyelvekben, ahol van genitívusz és instruktívusz is, a kettő alakilag mindig azonos. Tulajdonképpen, ha az alak ige előtt áll, akkor instruktívusz, ha névszó előtt, genitívusz. Használata a finn-volgai korra nyúlik vissza, mód- és állapothatározót, esetleg időhatározót hozott létre. Valószínűleg a közfinn korra már háttérbe szorult. A mai leánynyelvekben már nem produktív, csak idiomatikus kifejezésekben és rögzült alakokban őrződött meg, pl.: lív jālgiņ ’gyalog’, ikšiggiņ ’egymagában’, pāikiņ ’egyedül’, āigiņ ’időnként’, īdiņ ’egyenként’, īeiņ ’éjjel’, pǟviņ ’nappal’, kōgiņ ’röviden’, īrgiņ ’néha’.

### Abesszívusz
Az abesszívusz *-ttak/-ttäk ragja a PFU *-tA ablatívuszból és a PFU *-k latívuszragból jött létre. A mondatban állapot- és módhatározó, valami nélküliséget fejez ki. A toldalékvégi helyzetben a *-k szabályosan lekopott. A finnben -tta/-ttä az alakja, eredetileg a finnben megrövidült a gemináta, a hosszú változatot később hozták vissza, hogy megkülönböztessék a partitívusztól. Az észtben a rövid mássalhangzós alakot találjuk: -ta. A lívben vitatott a megléte.
A abesszívusz önállóan nem fordul elő névszók esetében, mindig a bäs 'nélkül' vagy az ilmõ 'nélkül' elöljárószókkal áll együtt. Előbbi a lettből való átvétel: lett bez 'nélkül', utóbbi finnségi eredetű: finn ilman, észt ilma ugyanabban a jelentésben, a finnben az ilman ’nélkül’ jelentésű elöljárószó partitívusszal, az észtben az ilma pedig abesszívusszal áll. A lívben mindkét elöljárószó állhat partitívusszal és abesszívusszal is.
- Ku sa pǟkõks maksād, siz sa ūod bäs pǟtõ (Abess.); nei sa võid īedõ bäs pǟdõ (Part.). 'Ha te a fejeddel fizetsz, akkor fej nélküli leszel, akkor te fej nélkül maradhatsz.'
- Kež um ilmõ joudtõ. (Abess.)'A kéz erő nélkül van.'
- Sizzõlpäzzimi ilmõ maksõ. (Part.) 'Elmegy fizetés nélkül'

Abesszívusszal is állhat az igék -mõ képzős infinitívusza, ilyen szerkezet a finnben és az észtben is előfordul, jelentése mind a három nyelvben valami nélküliséget kifejező állapothatározó, pl.: ’kétségtelenül’: finn epäilemättä, észt kahtlemata, lív kōdlõmõt.
- Pū pūotõmõt midāgõst äb kānda. 'A fa beoltás nélkül nem terem semmit.'
- Jengõmõt äb või jellõ. 'Légzés nélkül nem lehet élni.'

## Esetkiosztás

### Állítmány
Állító mondatok esetében a névszói állítmány alanyesetben áll.
- Almõl sildõ um tõvā kūož. ’A híd alatt van egy mély hely.’
- Astõr um puțkõz. ’Az őszirózsa egy virág.’
- Vēna alāmjūokšõm um tõvā. ’A Daugava medre mély.’
- Līvlizt at sūomõ-ugrõd sug. ’A lívek egy finn-ugor törzs.’

Tagadó mondatok esetében partitívuszban.
- Ne äb ūotõ īdmēļizt. ’Ez nem egyértelmű’
- Īlma kaššõ kǭrands äb ūo mūḑi lūomidi. ’A macskán kívül nincs több állat az udvaron.’

### Alany
Az alany jellemzően alanyesetben áll állító és tagadó mondatokban is.
- Se sīemnāiga māitsõb jõvīst. ’Ez az étel nagyon ízlik’
- Aŗšt āŗštõb ru’jḑi. ’Az orvos betegeket kezel.’

### Tárgy
A tárgy partitívuszban áll, ha a tárgy:
- határozatlan:
  - Aŗšt āŗštõb rujḑi. ’Az orvos betegeket kezel.’
  - Ma lugūb rǭntõzt. ’Könyvet olvasok./Egy könyvet olvasok.’
  - Ma lugūb rǭntidi. ’Könyveket olvasok.’
- részleges:
  - Ma īedõb sinnõn leibõ veisõks. ’Vágok neked a késsel kenyeret.’
  - Se äb ānda jõvāmtõ. ’Ez nem ad (semmilyen) előnyt. kp. Nem ad az előnyök közül.’
  - Ta jūob vietā. ’Vizet iszik. tkp. Iszik a vízből.’
- anyagnév:
  - Nīem āndab semḑi. ’A tehén tejet ad.’
  - Ta sīeb naggiri kaštīmõks. ’Krumplit eszik szósszal. tkp. Krumplikat eszik szósszal.’
- elvont főnév:
  - Täm siļmši neiz osāgimizt. ’A szemeiben látszott a megdöbbenés.’

Tárgyesetben áll, ha a tárgy határozott és teljes:
- Ma vȯstīz sīe rǭntõ sin pierāst. ’Ezt a könyvet neked vettem.’
- Ta tȭitiz andõ sīe rǭntõ. ’Megígérte, hogy odaadja azt a könyvet. tkp. Megígérte ideadni azt a könyvet.’
- Tei kilā sidāmtõ sūr jel. ’A falu közepén csinált egy nagy házat.’

### Számnevek után
Az egy jelentésű számnév után egyes szám alanyeset áll:
- Kangõ laigit um ikš mētõr. 'A szövet szélessége egy méter'
- Sǟlõz ikš skūolopātiji sai eņtšõn mǭkabāl. 'Ott egy tanár vett magának telket.'

Más határozott számnevek után egyes szám partitívuszban áll a jelzett szó:
- Kakš rištīngtõ ētabõd ī’dõkubbõ. 'Két ember találkozott össze.'
- Kummiš kilgsõ vȯļt kakš oukõ. 'Minden oldalon volt két lyuk.'
- Jougõn at kakš kuoltõ. 'A folyó(k)nak két partja van.'

A 'sok' (pǟgiņ) és a 'kevés' (veitõ) jelentésű határozatlan számnevek után többes szám partitívusz áll:
- Tämnāigast um pǟgiņ naggiri allõ. 'Idén sok krumpli van lent.'
- Lōda pǟl um pǟgiņ ažḑi. 'Az asztalon sok dolog/tárgy van.'
- Tämpõ u’m veitõ kaļḑi. 'Ma kevés a hal.'
- Mäd rāndas um veitõ perni. 'A mi (tenger)partunkon kevés a hárs.'

## A jelző és a jelzett szó esetbeli egyeztetése
A finnségi nyelvek jellemzője, hogy a jelzett szót és a jelzőt számban és esetben egyeztetik, pl.: finn köyhissä maissa 'a szegény országokban'. A finnben a jelző és a jelzett esete mindig megegyezik, az észtben és a lívben viszont a jelzőn nem szerepelhet akármelyik rag. Az észtben a terminatívuszban, az esszívuszban, az abesszívuszban és a komitatívuszban álló jelzett szavak jelzője genitívuszban áll. A lívben ugyanez a helyzet a datívusz, az insztrumentálisz és a transzlatívusz esetében (valószínűleg ez vonatkozott az eltűnőfélben lévő abesszívuszra is).

## Esetragok eredet szerint
Eredetük alapján a lívben háromféle esetraggal találkozunk.
- Az esetragok egy része a finnugor alapnyelv esetragjainak (az összefoglaló táblázat első oszlopa) továbbélése (második oszlop) az alapnyelvre jellemző jelentéssel és/vagy annak módosulásával.
- Az esetek egy másik része olyan összetett ragok, amelyek a finnugor alapnyelv primér esetragjainak, valamint a finnugor és a finn-volgai alapnyelvre kikövetkeztetett eseteket és képzők kombinációjával jöttek létre (harmadik oszlop).
- A finnségi nyelvekre nem jellemzőek a névutói eredetű esetragok (kivéve a vepszében), ennek ellenére találunk rá egy-egy példát a karjalaiban, az észtben és a lívben is. A lívben egyedüli ilyen keletkezésű rag az insztrumentálisz ragja, amely a *kaas ’együtt’ jelentésű névutóból (észtben: koos) alakult ki *kaas > *-kas > *-kõs > -ks fejlődéssel, és amely alakilag azonos lett a transzlatívsz ragjával.

| PFU esetragok     | a primér esetragok továbbélése                                          | a primér esetragok továbbélése                                          | összetett esetragok                                                     | összetett esetragok                                                  | összetett esetragok                                                     |
| PFU esetragok     | a primér esetragok továbbélése                                          | a primér esetragok továbbélése                                          | FV *-s latívuszrag                                                      | FP *-lA helynévképző                                                 | FV *-k latívuszrag                                                      |
| ----------------- | ----------------------------------------------------------------------- | ----------------------------------------------------------------------- | ----------------------------------------------------------------------- | -------------------------------------------------------------------- | ----------------------------------------------------------------------- |
| akkuzatívusz: *-m | PF: *-n akkuzatívusz - finn: -ø - észt: -ø - lív: -ø                    | PF: *-n akkuzatívusz - finn: -ø - észt: -ø - lív: -ø                    |                                                                         |                                                                      |                                                                         |
| genitívusz: *-n   | PF: *-n genitívusz - finn: -n - észt: -ø - lív: -ø                      | PF: *-n instruktívusz - finn: -n - észt: -ø - lív: (-ņ)                 |                                                                         |                                                                      |                                                                         |
| latívusz: *-k     |                                                                         |                                                                         | PF: *-kse transzlatívusz - finn: -ksi - észt: -ks - lív: -kõks/-õks/-ks |                                                                      |                                                                         |
| latívusz: *-n’    | PF: *-n’ datívusz - finnben nincs - észtben nincs - lív: -n             | PF: *-n’ datívusz - finnben nincs - észtben nincs - lív: -n             | PF: *-sen illatívusz - finn: -seen - észt: -sse - lív: -z               | PF: *-len allatívusz - finn: -lle - észt: -le - lív: (-lõ)           |                                                                         |
| lokatívusz: *-nA  | PF: *-na/-nä esszívusz - finn: -na/-nä - észt: -na - lív: (-n)          | PF: *-n komitatívusz - finn: -ne- - észtben nincs - lívben nincs        | PF: *-sna/-snä inesszívusz - finn: -ssa/-ssä - észt: -s - lív: -s       | PF: *-lna/-lnä adesszívusz - finn: -lla/-llä - észt: -l - lív: (-l)  | PF: *-nnik terminatívusz - finnben nincs - észt: -ni - lívben nincs     |
| ablatívusz: *-tA  | PF: *-ta/tä patitívusz - finn: -a/-ä/-ta/-tä - észt: -t/-d - lív: -t/-d | PF: *-ta/tä patitívusz - finn: -a/-ä/-ta/-tä - észt: -t/-d - lív: -t/-d | PF: *-sta/-stä elatívusz - finn: -sta/-stä - észt: -st - lív: -st       | PF: *-lta/-ltä ablatívusz - finn: -lta/-ltä - észt: -lt - lív: (-ld) | PF: *-ttak/-ttäk abesszívusz - finn: -tta/-ttä - észt: -ta - lív: (-tõ) |

Zárójelbe a nem produktív esetragok kerültek. A táblázat nem tartalmazza az összes alakváltozatot.
A táblázatban kirajzolódik a finnugor nyelvekre jellemző irányhármasság, és a finnségi nyelvekben kialakuló külső és belső helyhatározói esetrendszer, amely a lívben nem őrződött meg, a külső helyhatározóragok már nem produktívak. A lív alakokra jellemzőek a közfinn alakokhoz képesti redundancia, főleg a magánhangzók esetében, a mássalhangzók pedig általában zöngésségben vagy palatalizáltságban térnek el. Jelentés tekintetében a leánynyelvek ragjai alapvetően megőrizték a közfinnhez képesti funkcióikat.

## A rövidítések és a jelek magyarázata
- A PFU a finnugor (proto-finnugor), az FP finn-permi, az FV a finn-volgai, a PF pedig a közfinn (proto-finn) alapnyelv jelölése.
- A szócikkben található nagy -C mássalhangzót (consonans) jelöl, az egyes toldalékok esetében a -C azt jelenti, hogy a toldalék avval a mássalhangzóval kezdődik, amellyel a tő végződik, a toldalék tehát tulajdonképpen megnyújtja az utolsó hangot, pl.: kiv ’kő’ CVC > kivvõn 'kőnek' CVC-CVC.
- A nagy -V  magánhangzót (vocalis) jelöl. Ha a V felett makron van ͞V, akkor a magánhangzó hosszú, ha alatta pedig csónak, -͜V, akkor diftongussal van dolgunk.
- A -ø zéró morfémát, vagyis hangtest nélküli toldalékot jelent.